# Rotsmoko
De rotsmoko of rotscavia (Kerodon rupestris) is een zoogdier uit de familie van de cavia-achtigen (Caviidae). De wetenschappelijke naam van de soort werd voor het eerst geldig gepubliceerd door Maximilian zu Wied-Neuwied in 1820.

## Leefwijze
Bij schemer en 's nachts graaft hij in de bodem naar voedsel en klimt in bomen om bladeren te eten. Overdag slaapt hij tussen rotsen en kloven, in holen van andere dieren of onder doornstruiken.

## Verspreiding en leefgebied
De rotsmoko of rotscavia komt voor in droge, dorre rots- en berggebieden in het oosten van Brazilië.

## Voortplanting
Rotscavia's leven in harems met een strikte rangorde. Wanneer een vrouwtje seksueel ontvankelijk is, maken zij en het dominante mannetje elkaar uitgebreid het hof. Het vrouwtje werpt een tot twee jongen per keer en kan dat wel drie keer per jaar doen. Rotscavia's worden zo'n 8 tot 10 jaar oud.